# Bastion Vreesniet

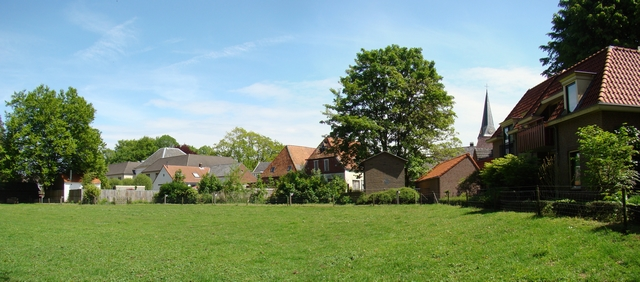
Terreplein Vreesniet Bredevoort

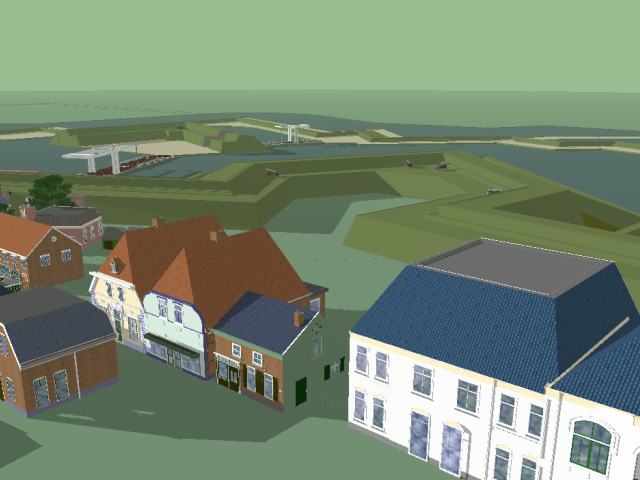
Reconstructie bastion Vreesniet Bredevoort

Bastion Vreesniet was een van de zes bastions van Bredevoort. Het was gelegen ten westen van Bredevoort, tegenwoordig achter de Prinsenstraat en maakte deel uit van de Vestingwerken van Bredevoort. De restanten genieten bescherming als rijksmonument.

## Geschiedenis
Ter hoogte van deze locatie is tegenwoordig nog vaag de omtrek van het bastion zichtbaar op de plattegrond van Bredevoort. Daar lag een acht meter hoog hol bastion, voorzien van drie katten in iedere hoek. De Keel (ingang) van het bastion lag iets voorbij het kruispunt Landstraat/Kerkstraat, het steegje achter deze huizen ligt er nog altijd. De stadsweide van nu was destijds het terreplein van dit bastion. In 1782 werd het bolwerk in erfpacht gegeven aan Bernard Andries Roelvink. De vestingwerken werden in de 19e eeuw aan ontmanteling onderworpen ten behoeve van de aanleg van de tuinen die er nog altijd liggen. Een klein stukje van de onderwal is bewaard gebleven, daar is het theekoepeltje van de familie Roelvink op gebouwd.

## Reconstructie
Op de afbeelding een weergave van een reconstructie van bastion Vreesniet. Zichtbaar gemaakt de ligging ten opzichte van de huizen die er tegenwoordig staan, met rechts in beeld het Sint Bernardus. Ook zichtbaar de onderwal die voor het bastion ligt. Het terreplein is tegenwoordig het stukje weide tussen de tuinen en de Kerkstraat. De gracht ervoor kennen we tegenwoordig als Grote Gracht. Het stukje gracht links voor het ravelijn kennen we tegenwoordig als Kleine Gracht. Het gedempte grachtdeel daarvoor en de Glacis die hier lag staan tegenwoordig bekend als de moestuinen De Halve Maan.